# Добрі люди
«Добрі люди» — радянський художній фільм-драма 1961 року, знятий режисером Шотою Манагадзе на кіностудії «Грузія-фільм».

## Сюжет
Гіга Бетанелі (Отар Мігвінетухуцесі) замість фронту, куди він вирішив іти після загибелі батька, потрапляє на оборонний завод на Донбасі. Його наречена Нана, яка не отримує від нього листів, думає, що Гіга загинув. За кілька років Бетанелі повертається і починає працювати на металургійному комбінаті. Зненацька він дізнається, що Нана стала дружиною його нового друга Тамаза. Гіга важко переживає те, що трапилося, але нічого вже не може змінити.

## У ролях
- Отар Мегвінетухуцесі — Гіга Бетанелі
- Нана Пірвелі — Нана
- Тамаз Бібілурі — Гіга в дитинстві
- Натела Варазашвілі — Нана в дитинстві
- Йосип Абрамашвілі — епізод
- Тенгіз Арчвадзе — Тамаз Міріанашвілі
- Катерина Верулашвілі — епізод
- Олена Кіпшидзе — епізод
- Бадрі Кобахідзе — епізод
- Маріам Мдівані — епізод
- Шалва Херхеулідзе — епізод
- Тамаз Кваріані — інспектор
- Олександр Кваліашвілі — співробітник на заводі
- Карло Глонті — співробітник на заводі
- Тенгіз Мдівані — співробітник на заводі
- Реваз Хобуа — Резо Баркаїя
- Нуну Мачаваріані — епізод
- Степан Грікуров — епізод
- Отар Аргуташвілі — епізод
- Катерина Аміреджибі — епізод
- Анатолій Єрмілов — епізод
- Шота Манагадзе — епізод
- Мацацо Манагадзе — епізод

## Знімальна група
- Режисер — Шота Манагадзе
- Сценарист — Георгій Мдівані
- Оператор — Фелікс Висоцький
- Композитор — Реваз Лагідзе
- Художник — Серапіон Вацадзе